# Cláudia Monteiro
Cláudia Monteiro (8 de maio de 1961) é um ex-tenista profissional brasileira. Claudia foi a 3° melhor brasileira no ranking da WTA e chegou a ser 72 colocada do ranking mundial.

## Carreira
Claudia começou cedo no esporte e no ano de 1979 venceu o Banana Bowl, neste período começou a competir torneios juvenis com os profissionais. Em 1981, começa a representar o Brasil na Fed Cup, onde sua primeira atuação em simples foi com vitória, e depois repetiu o feito ao lado de Patrícia Medrado no Japão vencendo as irlandesas. Em 1982, jogando duplas mistas em Roland-Garros com Cássio Motta, fica com o vice-campeonato do torneio, no mesmo ano ela atinge o melhor ranking de simples na carreira ao ser n° 72 do mundo. Claudia disputou todos os Grand Slams em simples e o máximo que chegou foi a segunda rodada, mas em duplas disputando várias vezes chegou as quartas junto com Patrícia Medrado perdendo para as americanas Navratilova/Shriver. Em 1988 deixa de atuar no circuito profissional, se mudando para Santa Fé, Novo México, onde se tornou terapeuta e depois professora de tênis.

## Títulos e Ranking
Ao longo da carreira profissional que durou de 1981 a 1988, Cláudia ficou apenas com um vice campeonato de simples em Pittsburgh 1983, e em duplas conquistou 4 vezes, em Toquio 81 e Austin 82 com Patricia Medrado, 83 Salt Lake City e 84 Indianapolis com Yvonne Vermaak croata. e finalista em mais 6 torneios, na WTA seu melhor ranking alcançado foi em 1982 72° do mundo no Brasil está apenas atrás de Niege Dias e Patricia Medrado. em duplas 96° do mundo em 1987. Pela Federation Cup soma 16 vitorias e 10 derrotas, como melhor campanha na Fed Cup têm as Quartas de finais perdendo para a Grã-Bretanha.

## Final de Grand Slam

### Duplas Mistas
| Posição | Ano  | Campeonato       | Piso   | Parceiro     | Oponentes                 | Placar         |
| Vice    | 1982 | Aberto da França | Saibro | Cássio Motta | John Lloyd Wendy Turnbull | 2–6, 6–7(8–10) |